# Сент-Илер-де-ла-Кот
Сент-Илер-де-ла-Кот (фр. Saint-Hilaire-de-la-Côte) — коммуна во Франции, находится в регионе Рона — Альпы. Департамент коммуны — Изер. Входит в состав кантона Кот-Сент-Андре. Округ коммуны — Вьенн.
Код INSEE коммуны — 38393. Население коммуны на 1999 год составляло 1 106 человек. Населённый пункт находится на высоте от 361  до 647  метров над уровнем моря. Муниципалитет расположен на расстоянии около 450 км юго-восточнее Парижа, 60 км юго-восточнее Лиона, 39 км северо-западнее Гренобля. Мэр коммуны — Mme Anne Bérenguier-Darrigol, мандат действует на протяжении 2008—? гг.
Динамика населения (INSEE):